# De dödas symfoni
De dödas symfoni (tyska: Sterben) är en tysk dramakomedifilm som hade premiär på Filmfestivalen i Berlin den 16 februari 2024. Filmen är regisserad av Matthias Glasner, som även skrivit filmens manus. De dödas symfoni vann pris som Bästa film vid Tyska filmpriset, Tyskland motsvarighet till Guldbaggen.
Filmen hade biopremiär i Sverige den 21 mars 2025, utgiven Edge Entertainment.

## Handling
Filmen kretsar kring familjen Lunies som består av mamma Lissy, pappa Gerd, sonen Tom och dottern Ellen som lever frånskilda från varandra. Men när de blir konfronterade av döden möts de till slut igen.

## Rollista (i urval)
- Lars Eidinger – Tom Lunies
- Lilith Stangenberg – Ellen Lunies
- Corinna Harfouch – Lissy Lunies
- Hans-Uwe Bauer – Gerd Lunies
- Robert Gwisdek – Bernard
- Ronald Zehrfeld – Sebastian Vogel
- Saskia Rosendahl – Ronja
- Anna Bederke – Liv
- Saerom Park – Mi-Do